# 員辨市
員辨市（日语：／ Inabe shi */?）是位於日本三重縣最北端的城市，同時與岐阜縣和滋賀縣接鄰。
轄區主要為於員辨川中上游，其東北側以養老山地與岐阜縣相隔，西側則以鈴鹿山脈與滋賀縣相鄰，西側山區有大多屬於鈴鹿國定公園的範圍。

## 人口
| 員辨市人口分布圖 |                                               |  |
| 員辨市與日本全國年齡別人口分布比較圖 （2005年資料） | 員辨市的年齡、男女別人口分布圖 （2005年資料） |  |
| ■紫色是員辨市 ■綠色是全国 | ■藍色是男性 ■紅色是女性                       |  |
| 員辨市人口變化 \| 1970年 \| 38,414人 \| \| \| 1975年 \| 40,574人 \| \| \| 1980年 \| 41,591人 \| \| \| 1985年 \| 43,462人 \| \| \| 1990年 \| 43,882人 \| \| \| 1995年 \| 45,746人 \| \| \| 2000年 \| 45,630人 \| \| \| 2005年 \| 46,446人 \| \| \| 2010年 \| 45,684人 \| \| \| 2015年 \| 45,815人 \| \| \| 2020年 \| 44,973人 \| \| |                                               |  |
| 資料來源：日本總務省統計中心提供之人口普查數據 |                                               |  |
| 1970年 | 38,414人                                      |  |
| 1975年 | 40,574人                                      |  |
| 1980年 | 41,591人                                      |  |
| 1985年 | 43,462人                                      |  |
| 1990年 | 43,882人                                      |  |
| 1995年 | 45,746人                                      |  |
| 2000年 | 45,630人                                      |  |
| 2005年 | 46,446人                                      |  |
| 2010年 | 45,684人                                      |  |
| 2015年 | 45,815人                                      |  |
| 2020年 | 44,973人                                      |  |

## 歷史
現在的員辨市轄區過去在令制國時代屬於伊勢國員辨郡，在16世紀戰國時代初期，此區域由眾多被統稱為北勢四十八家的小勢力的豪族們所掌控；17世紀進入江戶時代後，大部分區域成為桑名藩領地，僅南部小部分區域屬於忍藩和一宮藩。19世紀末明治維新後，這些區域先後改隸屬度會縣、桑名縣和忍縣，直到1872年的第一次府縣整併才全數被整併至安濃津縣，不過僅安濃津縣在三個多月後被更名為三重縣。
1889年日本實施町村制，現在的員辨市轄區在當時分屬梅戶井村、三里村、南石加村、北石加村、丹生川村、治田村、東藤原村、西藤原村、白瀨村、立田村、中里村、十社村、阿下喜村、山鄉村、笠田村、大泉原村、大泉村共17個行政區劃；在經歷1950年代的昭和大合併後，這些行政區劃被整併為位於南部的大安町、位於西北部的藤原町、位於中部的北勢町、位於東部員辨町，共四個行政區劃。
2000年代日本啟動平成大合併，這四個行政區劃於2003年合併為員辨市。

### 變遷表
| 1889年4月1日 | 1889年 - 1912年           | 1912年 - 1944年              | 1945年 - 1954年               | 1955年 - 1989年            | 1955年 - 1989年            | 1989年 - 現在              | 現在                       |
| ------------ | ------------------------- | ---------------------------- | ----------------------------- | -------------------------- | -------------------------- | -------------------------- | -------------------------- |
| 梅戶井村     | 梅戶井村                  | 梅戶井村                     | 1954年10月28日 改制為梅戶井町 | 1959年4月20日 合併為大安町 | 1963年4月1日 合併為大安町  | 2003年12月1日 合併為員辨市 | 2003年12月1日 合併為員辨市 |
| 三里村       |                           |                              |                               | 1959年4月20日 合併為大安町 | 1963年4月1日 合併為大安町  | 2003年12月1日 合併為員辨市 | 2003年12月1日 合併為員辨市 |
| 南石加村     | 1907年4月1日 合併為石榑村 | 1907年4月1日 合併為石榑村    | 1907年4月1日 合併為石榑村     | 1956年9月30日 合併為石加村 | 1963年4月1日 合併為大安町  | 2003年12月1日 合併為員辨市 | 2003年12月1日 合併為員辨市 |
| 北石加村     | 1907年4月1日 合併為石榑村 | 1907年4月1日 合併為石榑村    | 1907年4月1日 合併為石榑村     | 1956年9月30日 合併為石加村 | 1963年4月1日 合併為大安町  | 2003年12月1日 合併為員辨市 | 2003年12月1日 合併為員辨市 |
| 丹生川村     |                           |                              |                               | 1956年9月30日 合併為石加村 | 1963年4月1日 合併為大安町  | 2003年12月1日 合併為員辨市 | 2003年12月1日 合併為員辨市 |
| 東藤原村     | 東藤原村                  | 東藤原村                     | 東藤原村                      | 1955年4月3日 合併為藤原村  | 1967年4月1日 改制為藤原町  | 2003年12月1日 合併為員辨市 | 2003年12月1日 合併為員辨市 |
| 西藤原村     |                           |                              |                               | 1955年4月3日 合併為藤原村  | 1967年4月1日 改制為藤原町  | 2003年12月1日 合併為員辨市 | 2003年12月1日 合併為員辨市 |
| 白瀨村       |                           |                              |                               | 1955年4月3日 合併為藤原村  | 1967年4月1日 改制為藤原町  | 2003年12月1日 合併為員辨市 | 2003年12月1日 合併為員辨市 |
| 立田村       |                           |                              |                               | 1955年4月3日 合併為藤原村  | 1967年4月1日 改制為藤原町  | 2003年12月1日 合併為員辨市 | 2003年12月1日 合併為員辨市 |
| 中里村       |                           |                              |                               | 1955年4月3日 合併為藤原村  | 1967年4月1日 改制為藤原町  | 2003年12月1日 合併為員辨市 | 2003年12月1日 合併為員辨市 |
| 治田村       | 治田村                    | 治田村                       | 治田村                        | 1955年8月1日 併入北勢町    | 北勢町                     | 2003年12月1日 合併為員辨市 | 2003年12月1日 合併為員辨市 |
| 十社村       | 十社村                    | 十社村                       | 十社村                        | 1955年4月1日 合併為北勢町  | 北勢町                     | 2003年12月1日 合併為員辨市 | 2003年12月1日 合併為員辨市 |
| 阿下喜村     | 阿下喜村                  | 1929年3月10日 改制為阿下喜町 | 1929年3月10日 改制為阿下喜町  | 1955年4月1日 合併為北勢町  | 北勢町                     | 2003年12月1日 合併為員辨市 | 2003年12月1日 合併為員辨市 |
| 山鄉村       |                           |                              |                               | 1955年4月1日 合併為北勢町  | 北勢町                     | 2003年12月1日 合併為員辨市 | 2003年12月1日 合併為員辨市 |
| 笠田村       | 笠田村                    | 1941年2月11日 合併為員辨町   | 1941年2月11日 合併為員辨町    | 1941年2月11日 合併為員辨町 | 1941年2月11日 合併為員辨町 | 2003年12月1日 合併為員辨市 | 2003年12月1日 合併為員辨市 |
| 大泉原村     |                           | 1941年2月11日 合併為員辨町   | 1941年2月11日 合併為員辨町    | 1941年2月11日 合併為員辨町 | 1941年2月11日 合併為員辨町 | 2003年12月1日 合併為員辨市 | 2003年12月1日 合併為員辨市 |
| 大泉村       |                           | 1941年2月11日 合併為員辨町   | 1941年2月11日 合併為員辨町    | 1941年2月11日 合併為員辨町 | 1941年2月11日 合併為員辨町 | 2003年12月1日 合併為員辨市 | 2003年12月1日 合併為員辨市 |

## 行政

### 歴任市長
| 屆 | 姓名   | 上任日期       | 卸任日期       | 備註         |
| -- | ------ | -------------- | -------------- | ------------ |
| 1  | 日沖靖 | 2003年12月21日 | 2007年12月20日 | 原大安町町長 |
| 2  | 日沖靖 | 2007年12月21日 | 2011年12月20日 |              |
| 3  | 日沖靖 | 2011年12月21日 | 2015年12月20日 |              |
| 4  | 日沖靖 | 2015年12月21日 | 2019年12月20日 |              |
| 5  | 日沖靖 | 2019年12月21日 | 2023年12月20日 |              |
| 6  | 日沖靖 | 2023年12月21日 | 現任           |              |

## 交通
員辨市內有兩條鐵路北勢線和三岐線，分別自桑名市和四日市市沿著員辨川的北側和南側進入轄內，但兩條鐵路路線並未有交會，無法相互換乘。
高速公路則有東海環狀自動車道從南側位於四日市市內的新名神高速道路新四日市系統交流道往北沿著員辨川南岸進入轄內的大安地區，預計在2027年將可繼續往北延伸至岐阜縣海津市。
轄內的客運路線則是由三重交通和其關係企業八風巴士所經營，同時市政府也有經營社區巴士－員辨市福祉巴士。

### 鐵路
- 三岐鐵道
  - 北勢線：（←東員町） - 大泉車站 - 楚原車站 - 麻生田車站 - 阿下喜車站
  - 三岐線：（←東員町） - 梅戶井車站 - 大安車站 - 三里車站 - 丹生川車站 - 伊勢治田車站 - 東藤原車站 - 西野尻車站 - 西藤原車站

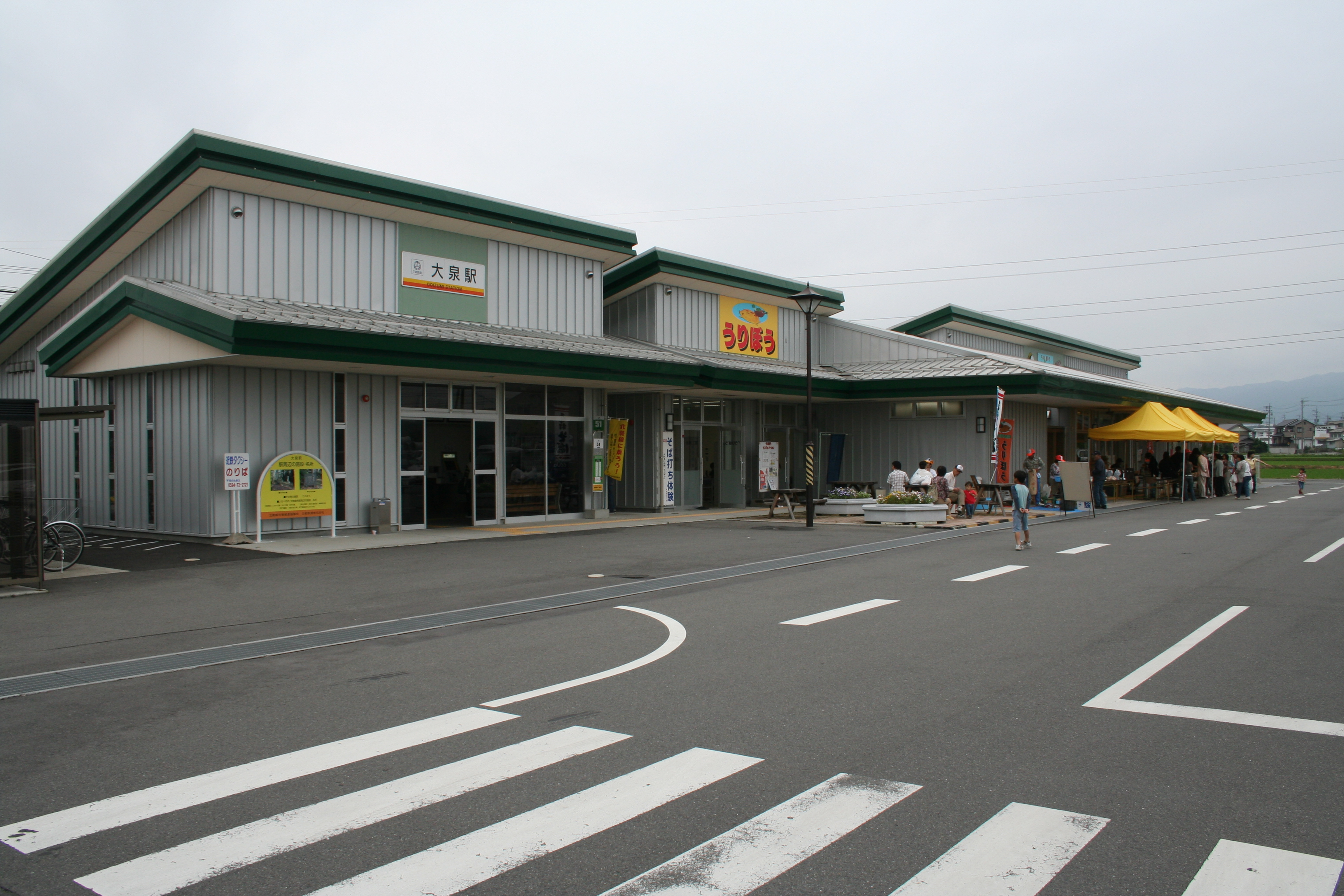
大泉車站
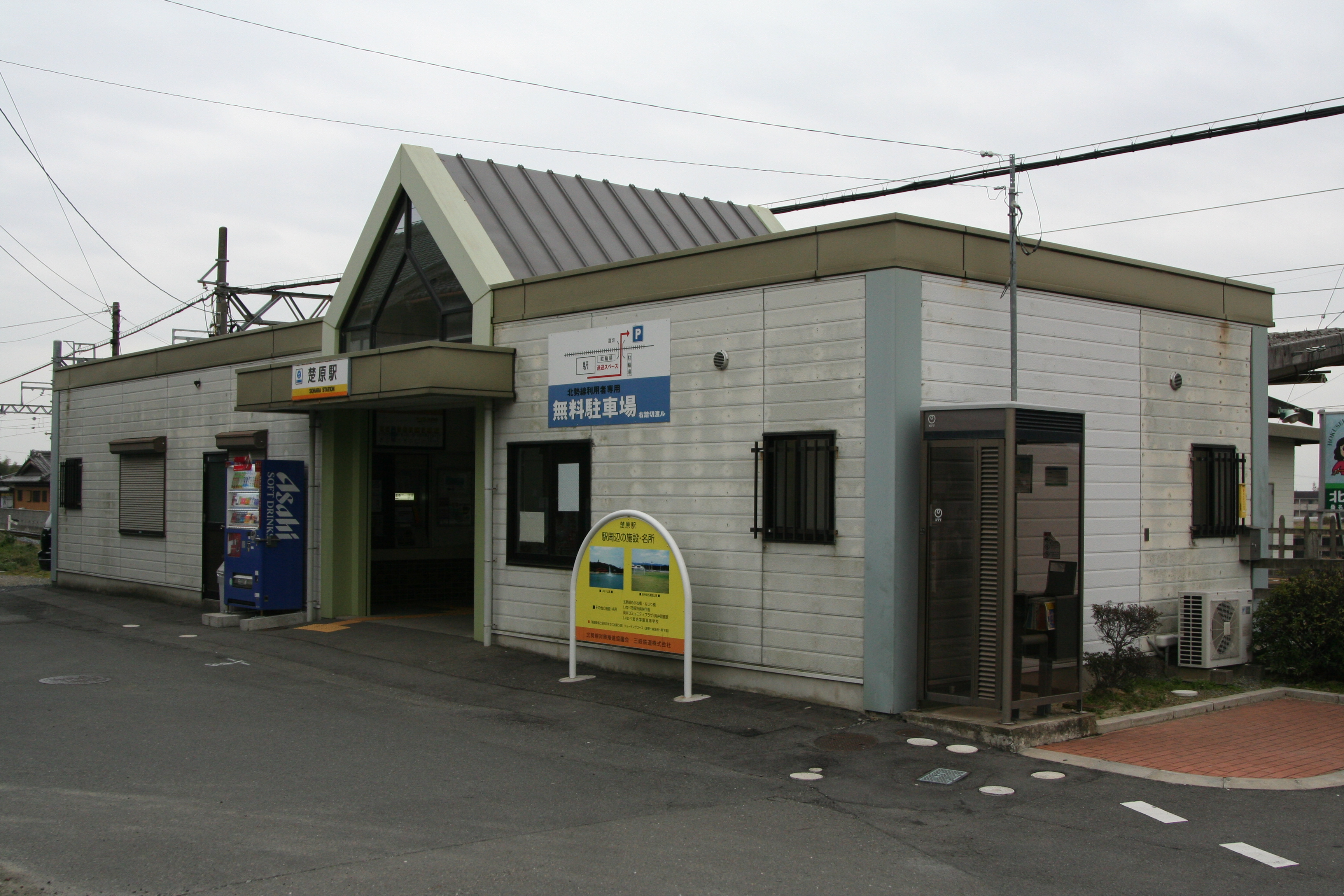
楚原車站
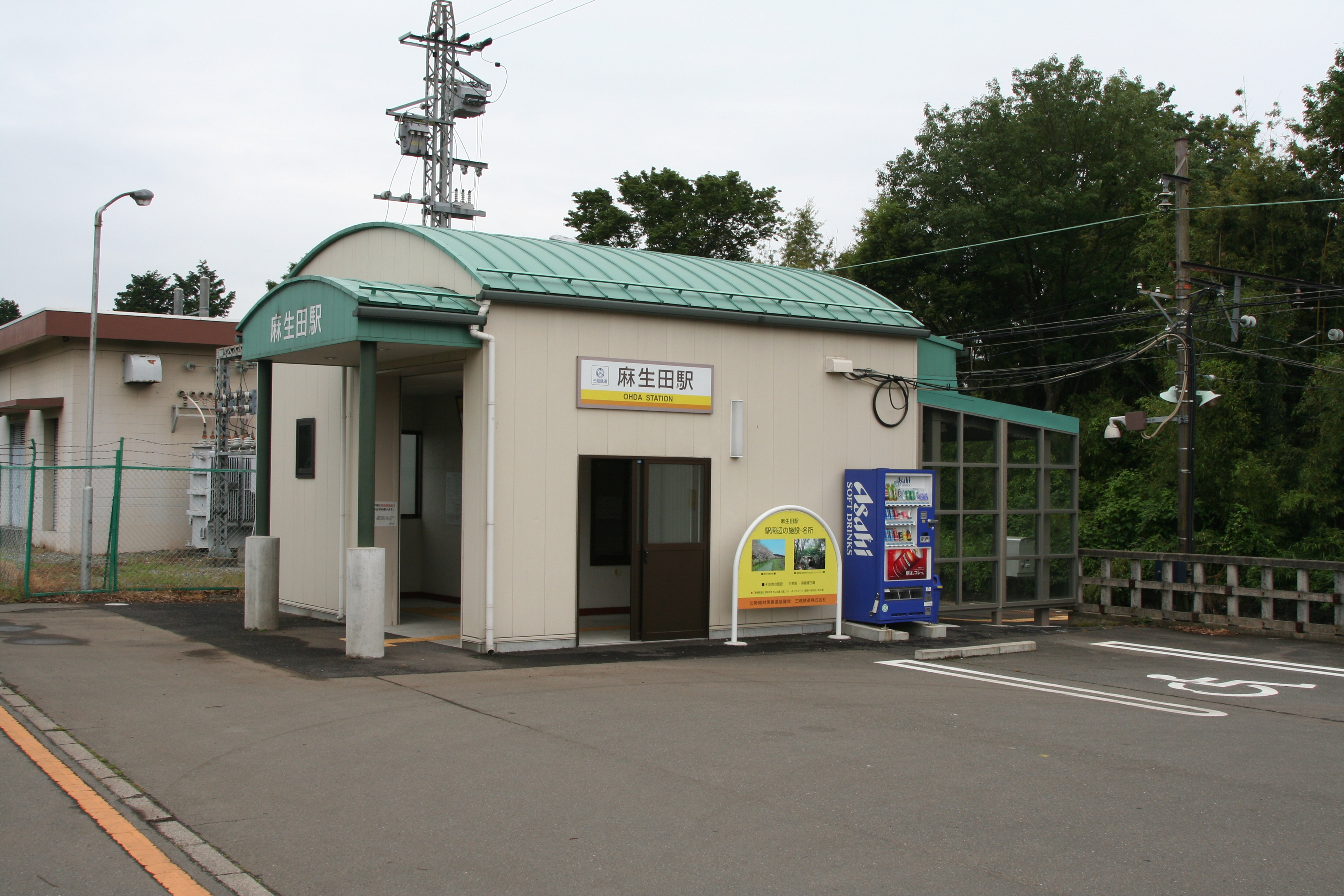
麻生田車站
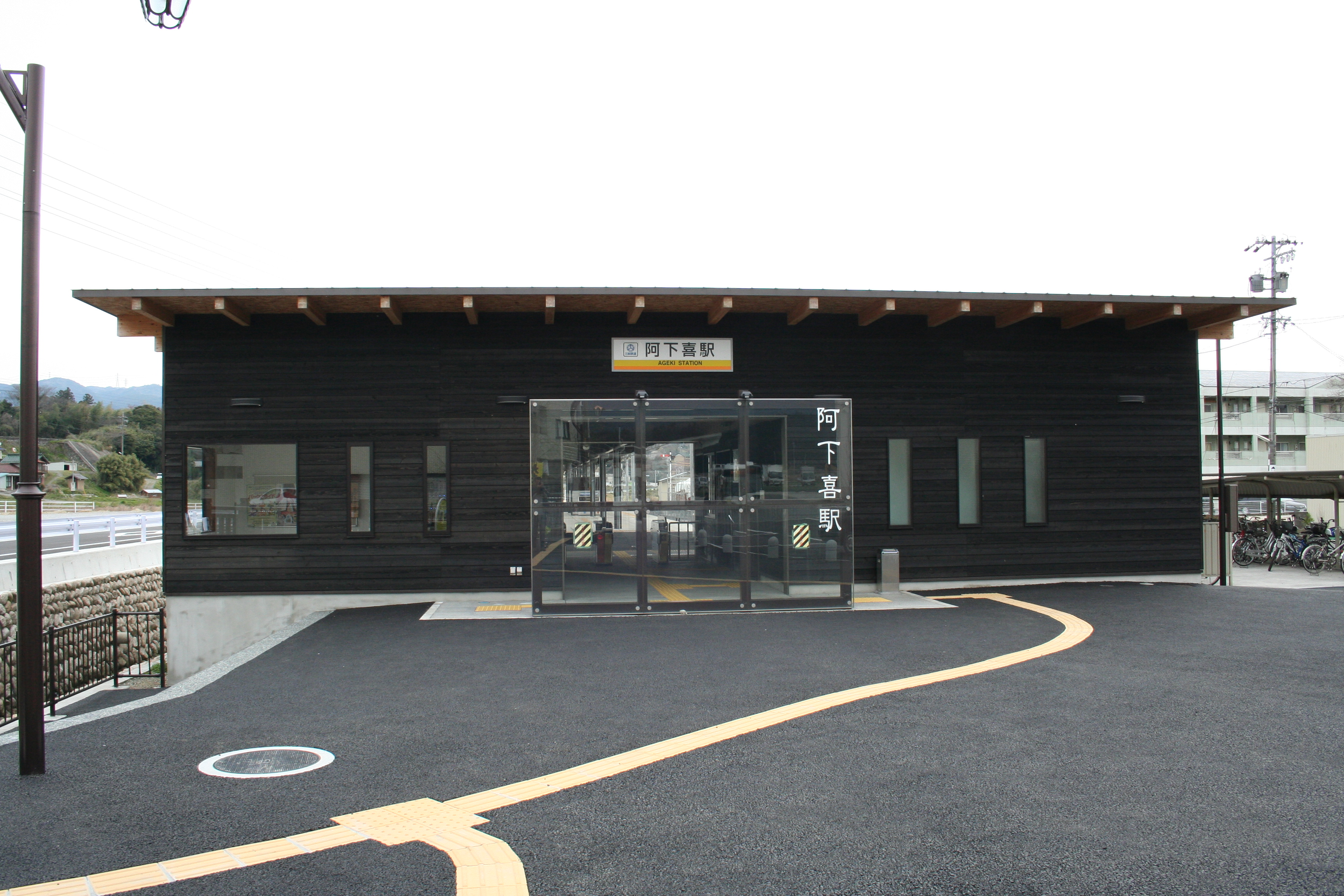
阿下喜車站
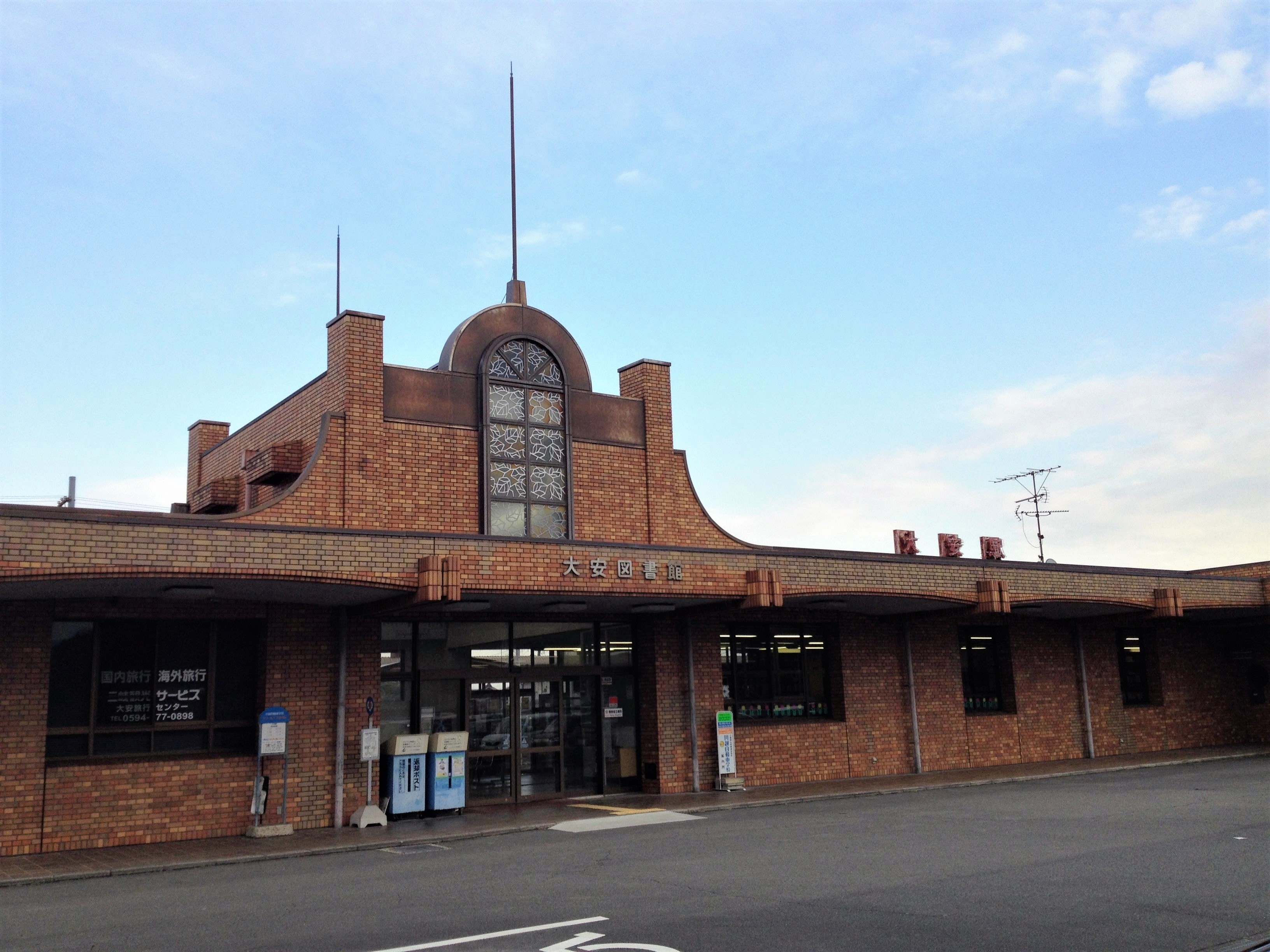
大安車站及設於車站站社內的大安圖書館
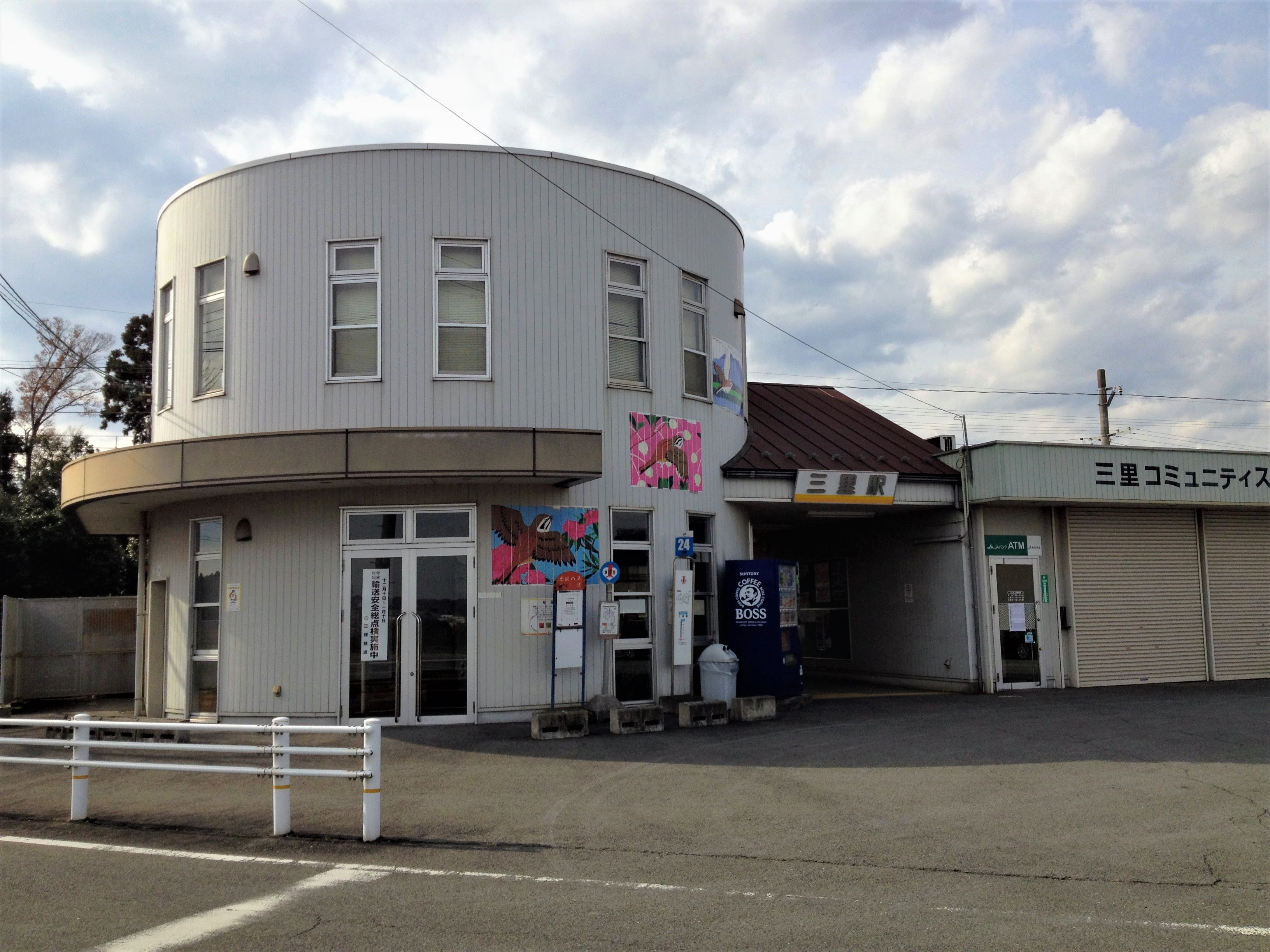
三里車站
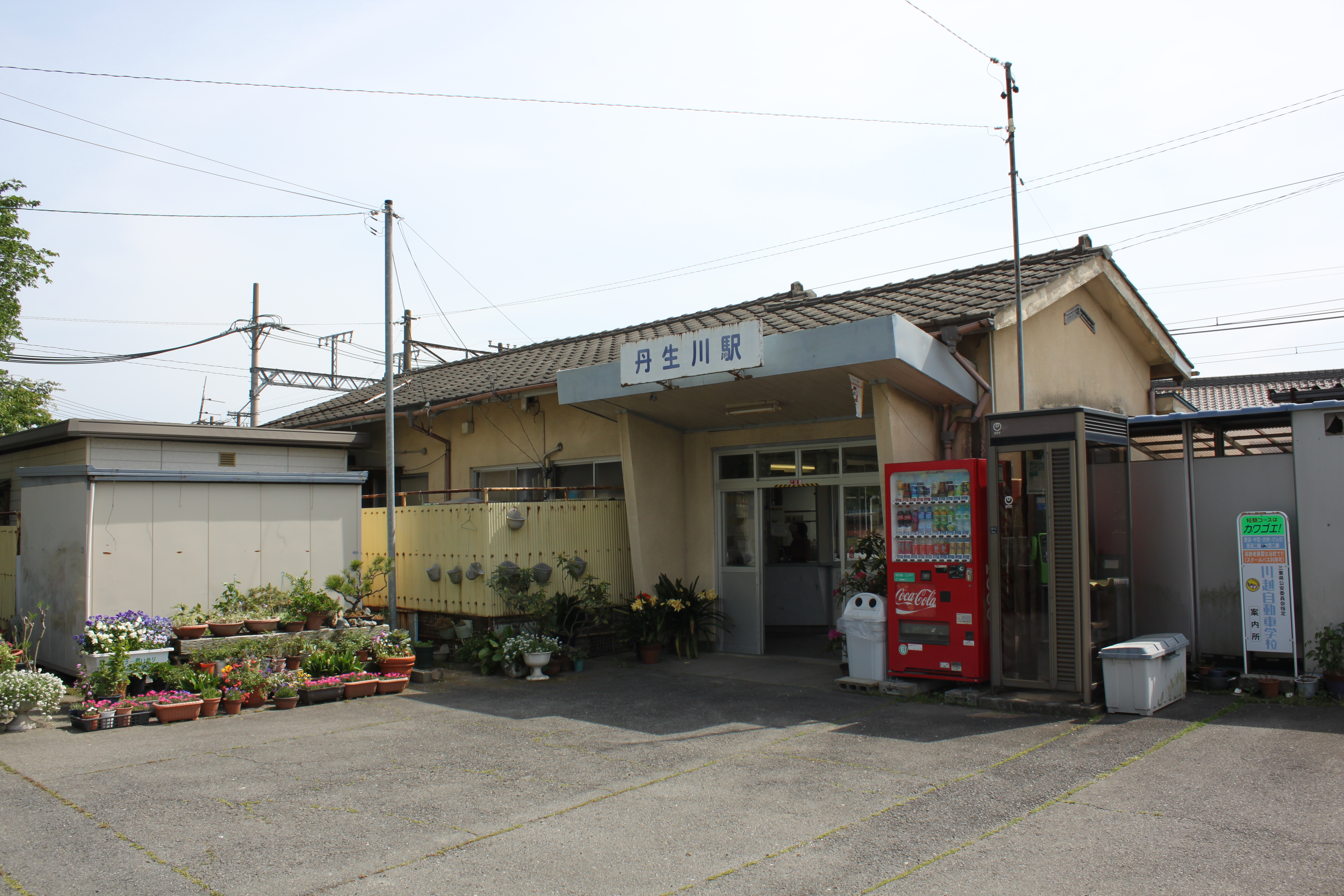
丹生川車站
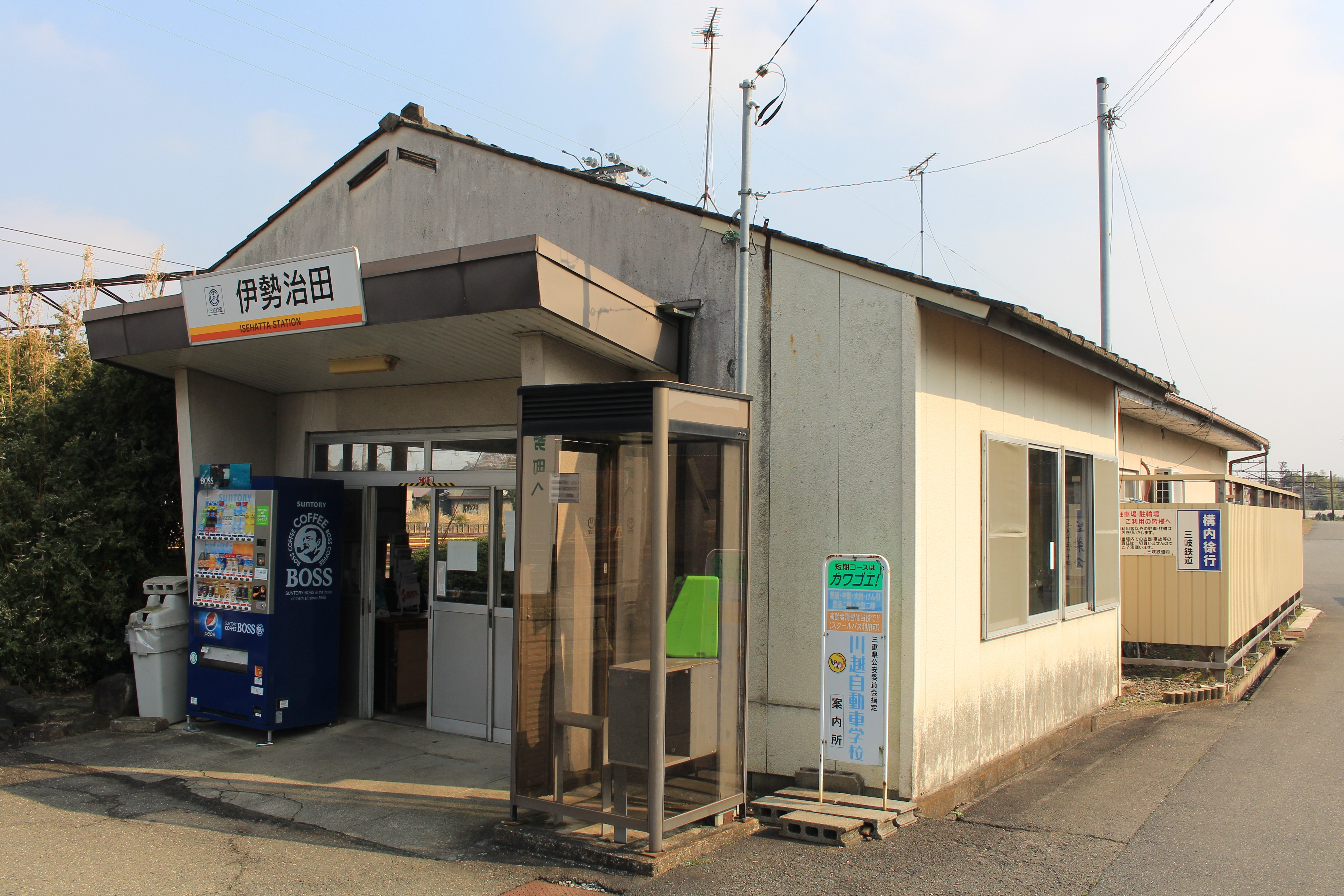
伊勢治田車站
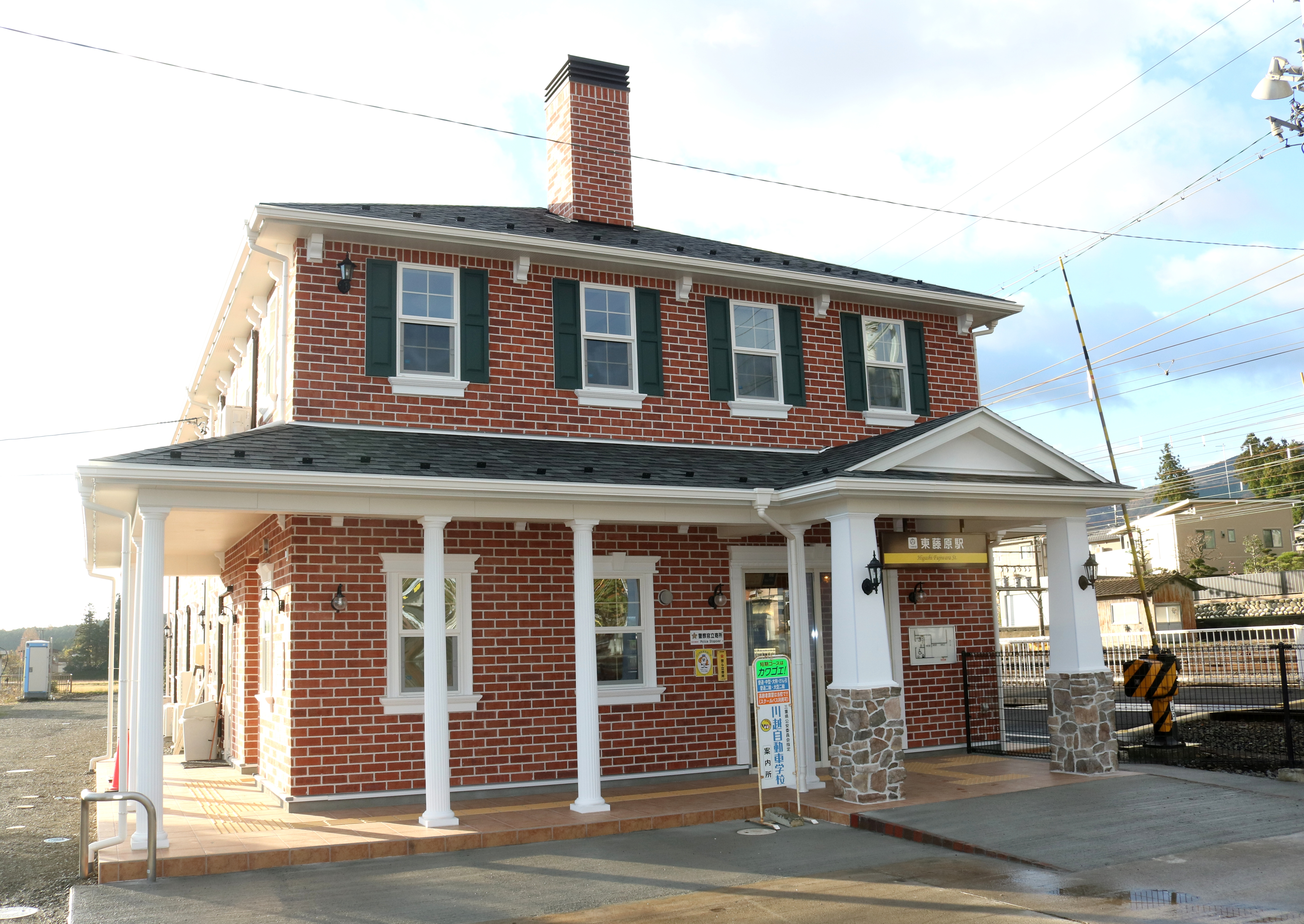
東藤原車站

### 公路
高速公路
- 東海環狀自動車道：大安交流道（日语：大安インターチェンジ） - （東員町）

## 觀光資源
在三岐鐵道三岐線的丹生川車站旁設有貨物鐵道博物館，是以鐵路貨運為主題的博物館，主要收藏並展示鐵路貨車、鐵路機車及貨櫃。

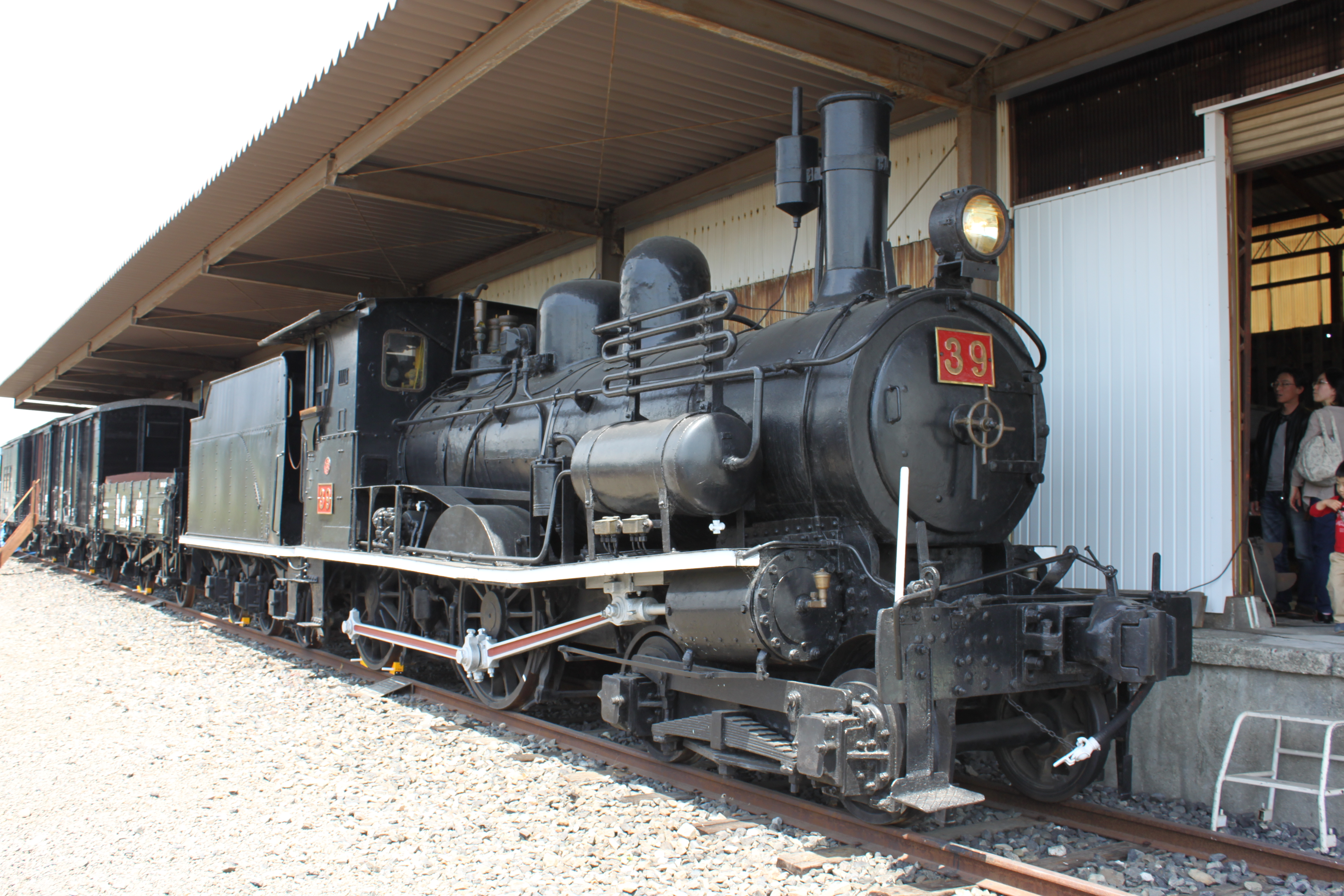
貨物鐵道博物館內展示的鐵路機車
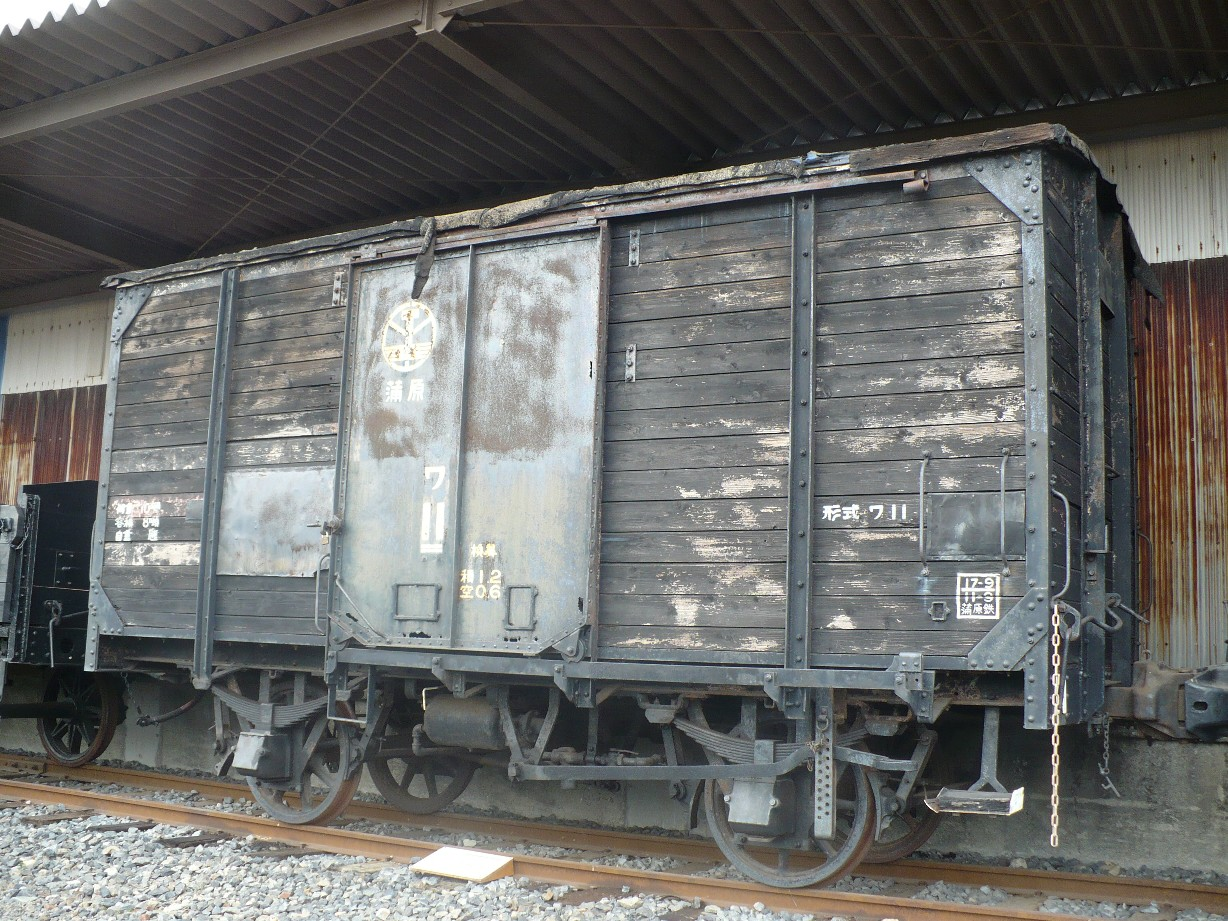
貨物鐵道博物館內展示的鐵路貨車
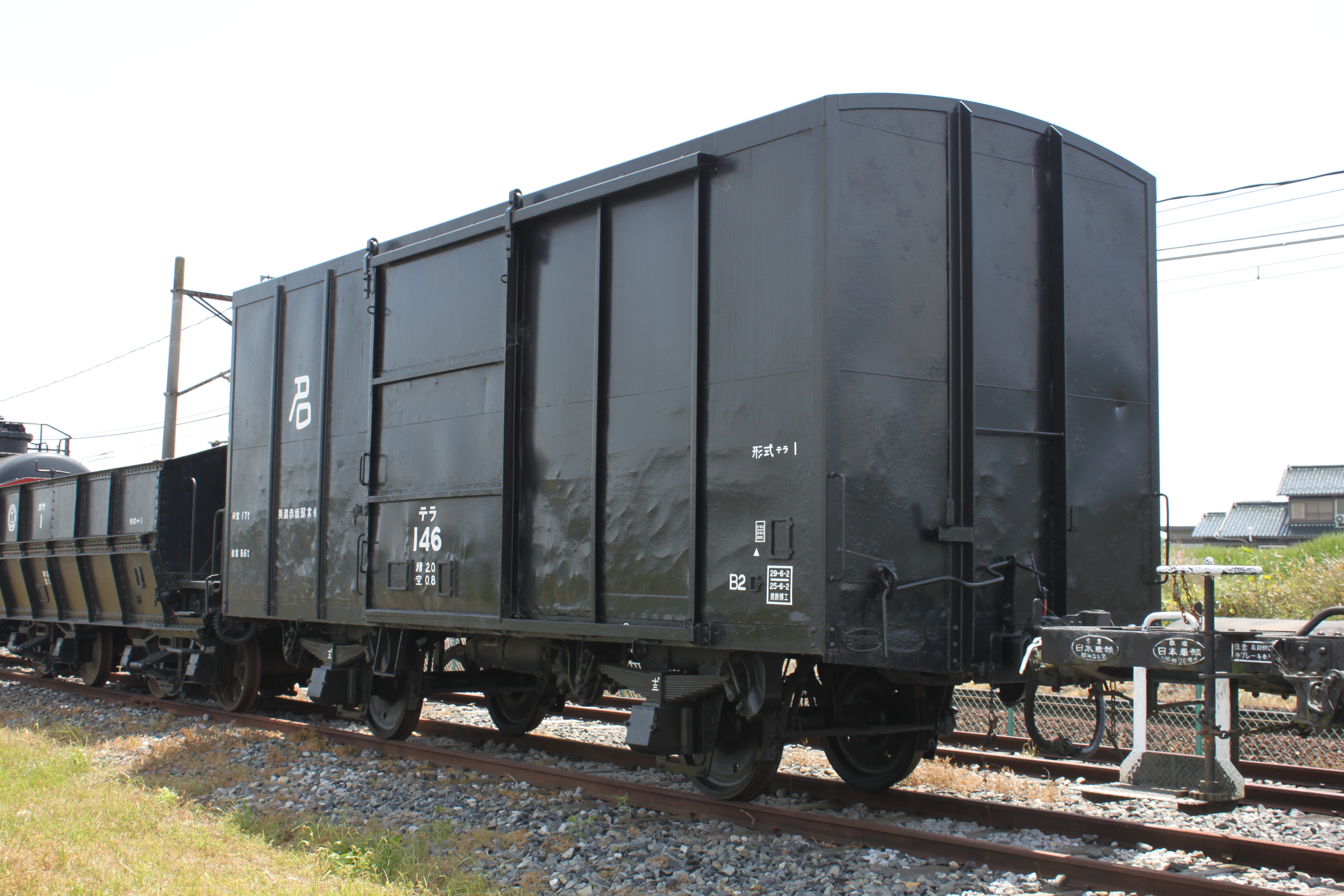
貨物鐵道博物館內展示的鐵路貨車
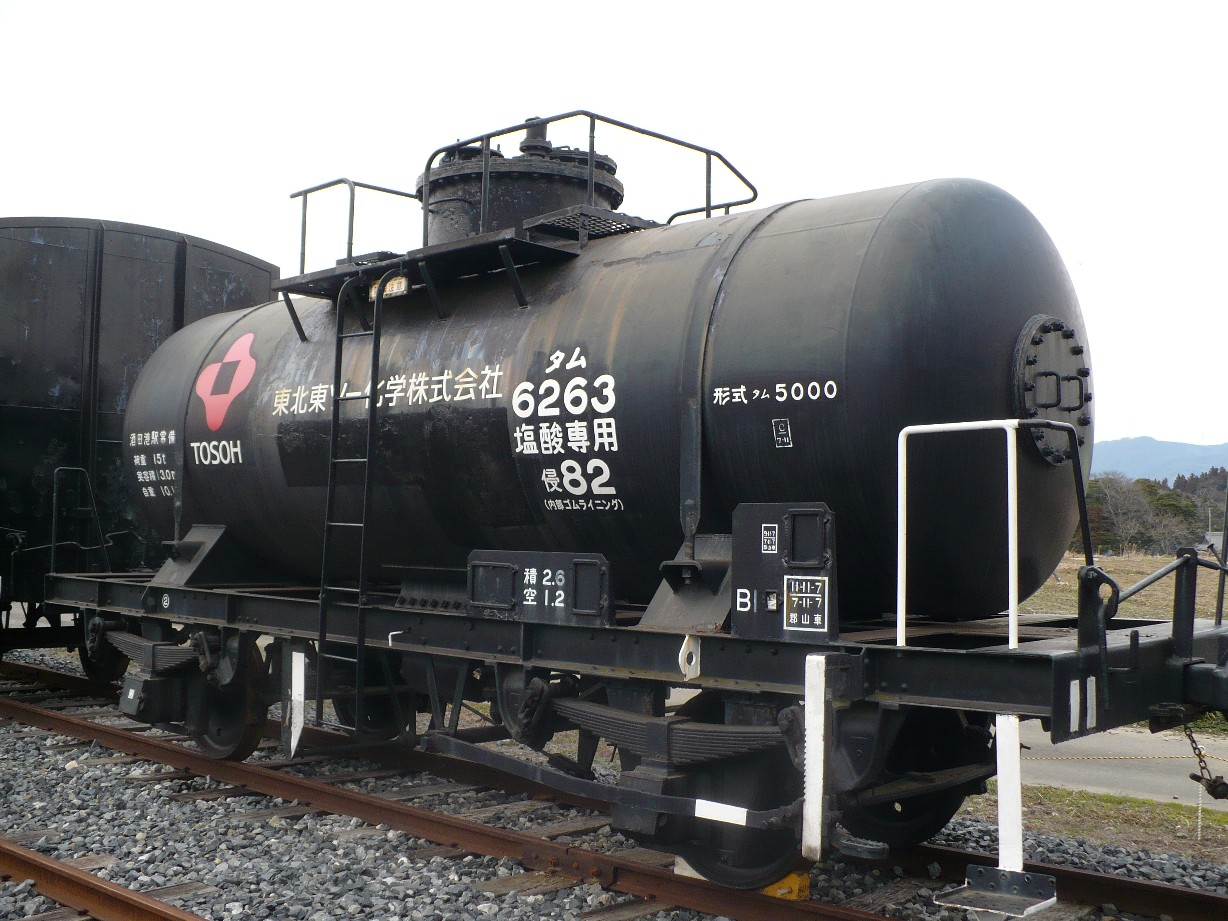
貨物鐵道博物館內展示的鹽酸輸送用鐵路貨車

## 教育

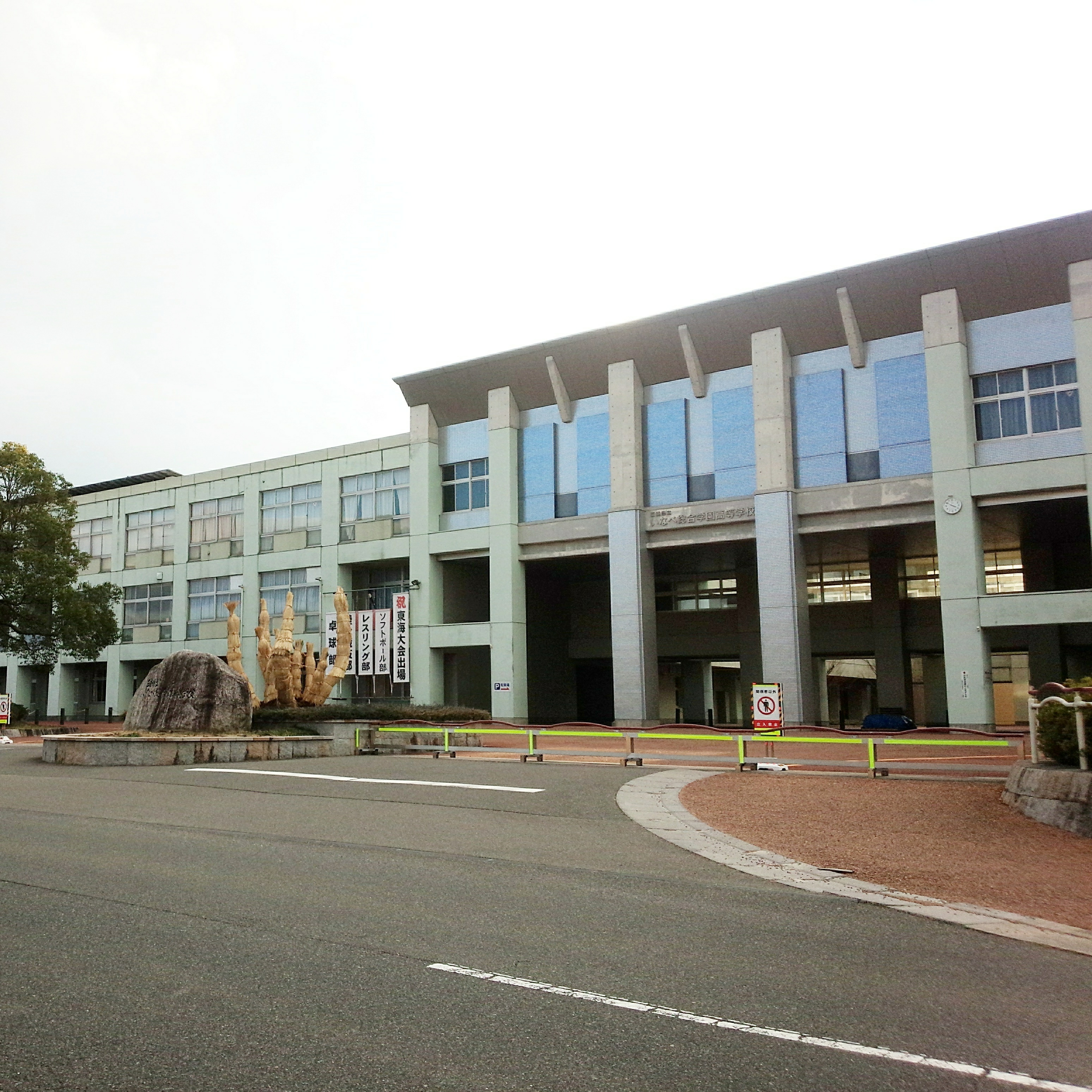
三重縣立員辨綜合學園高等學校校舍

市內的三重縣立員辨綜合學園高等學校前身為三重縣立員辨高等學校，2001年修改學制並遷移校舍後更為現名，目前為日本少數採用2學期制的中等教育學校，並採用大量選修課程。

## 姊妹、友好城市

### 海外
- 格兰诺奇市（澳洲塔斯馬尼亞州）

## 外部連結
- （日語） 三重縣員辨市官方帳號的X（前Twitter）
- （日語） 三重縣員辨市官方帳號的Instagram帳戶
- （日語） YouTube上的員辨市頻道